# Gavà
Gavà és una ciutat del sud del Baix Llobregat. Situada prop de Barcelona, entre el massís del Garraf i el delta del Llobregat, hi viuen 46.974 habitants (2022). El seu terme municipal és de 30,75 km². La ciutat limita amb els municipis de Sant Climent de Llobregat, Viladecans, Castelldefels, Sitges i Begues.

## Geografia
- Llista de topònims de Gavà (Orografia: muntanyes, serres, collades, indrets..; hidrografia: rius, fonts...; edificis: cases, masies, esglésies, etc).

Gavà té un terme privilegiat, integrat per una zona de platja, una zona forestal i un nucli urbà. La seva economia principal és la de serveis, seguida de la indústria. Encara manté activitat agrícola en la zona denominada de les Sorres, que es reflecteix cada any en la Fira d'Espàrrecs de Gavà, producte de la terra de gran qualitat.
A aquesta ciutat es pot arribar a través de l'autopista C-32 (anteriorment anomenada A-16), la carretera comarcal C-245 o la C-31 (autovia de Castelldefels). La ciutat compta amb una estació de Renfe, de la línia de rodalies i serveis d'autobusos que enllacen amb Barcelona i passen per altres localitats veïnes com Viladecans, Sant Boi de Llobregat, el Prat de Llobregat, L'Hospitalet de Llobregat, Begues i Castelldefels.
|               | Begues           |            |
| Sitges        |                  | Viladecans |
| Castelldefels | Mar Mediterrània |            |

## La ciutat

### Nucli urbà
En el seu nucli urbà cal destacar les Mines Prehistòriques, de 5500 anys d'antiguitat. Edificis com la Torre Lluch (segle xviii), avui Museu de la ciutat, on és exposada la Venus de Gavà, o la Casa Gran (segle XVII), que és un equipament per a joves, estan enclavats en el centre històric, part del mateix disposa d'una illa de vianants, un conjunt de carrers de gran dinamisme comercial i de trobada. També destaca la seva Rambla, de finals del segle xix i el Parc Municipal de la Torre Lluch. A part dels barris del nucli antic (com el del Centre o el de les Colomeres), a Gavà existeixen els barris de Gavà Mar, Ausiàs March, Can Tries, la Sentiu, Ca n'Espinós, Can Tintorer, Mas Bruguers, Les Bòbiles, Àngela Roca, La Barceloneta i Diagonal-Balmes.

### Zona de muntanya

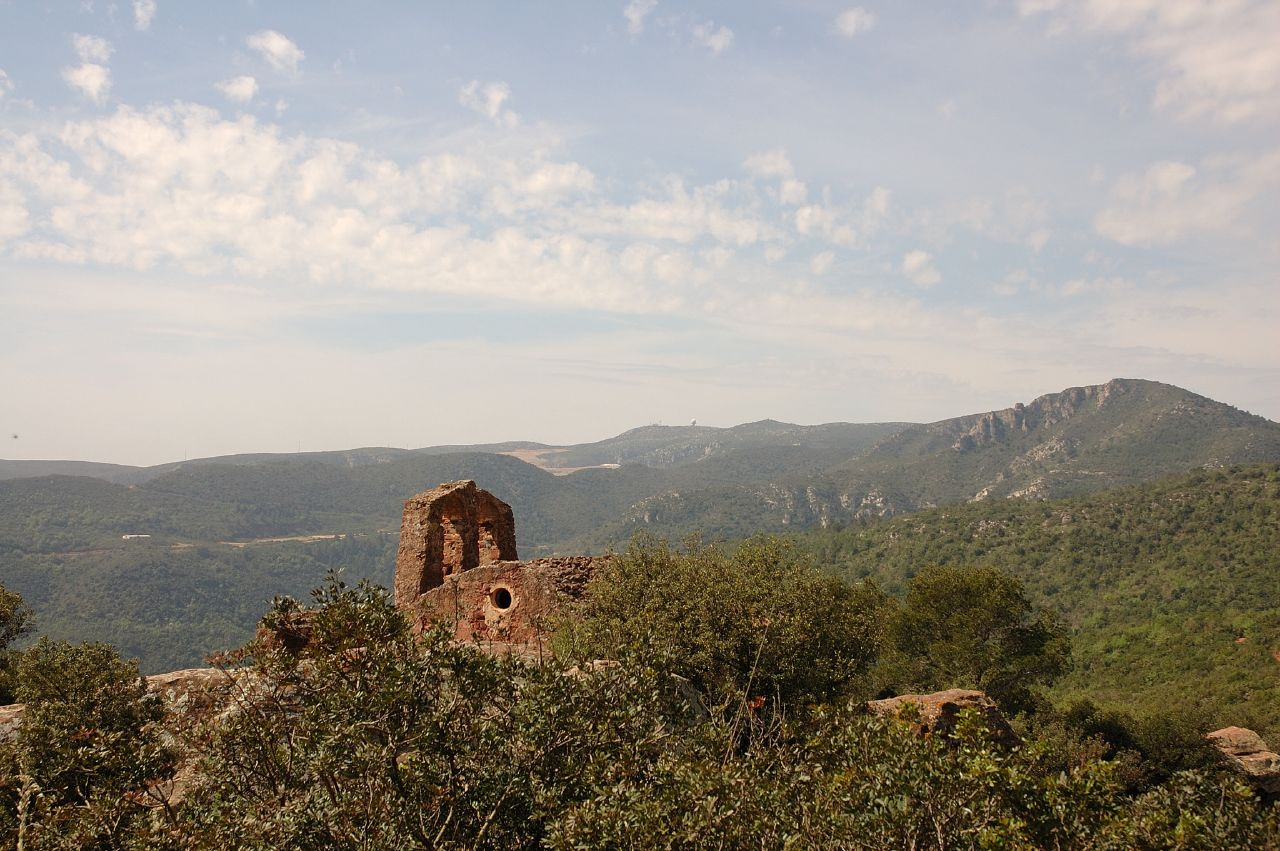
L'ermita del castell d'Eramprunyà. Al fons el massís del Garraf i la Morella

Gavà també gaudeix d'una important zona de muntanya. En concret, una tercera part del municipi pertany al Parc Natural del Garraf.
La zona de Bruguers, a tres quilòmetres del nucli urbà i a 254 metres d'altitud, on es troben l'ermita de la Mare de Déu de Bruguers, originària del segle xii, i les ruïnes del castell d'Eramprunyà, documentat ja en el segle x, així com restaurants de muntanya.
En la zona de muntanya destaca la Sentiu, barri i paratge singular amb camins forestals molt atractius, masies i una zona d'oci que compta amb un restaurant.

## Llocs d'interès
*   Refugi antiaeri
- Castell d'Eramprunyà
- Ermita de Bruguers
- Fundació Hervás Amezcua per a les Arts[4]
- Mines prehistòriques de Gavà
- Museu de Gavà, on és exposada la Venus de Gavà, situat al Parc Municipal de la Torre Lluch
- Parc del Calamot
- Parc Natural del Garraf
- Platja de Gavà
- Parc del Mil·lenni

## Alcaldes de Gavà des de la democràcia
| Partit polític                             | Alcalde                   | Any inici Mandat | Any fi Mandat |
| ------------------------------------------ | ------------------------- | ---------------- | ------------- |
| ERC - Esquerra Republicana de Catalunya    | Bartomeu Fabrés           |                  |               |
| PSC - Partit dels Socialistes de Catalunya | Antonio Rodríguez Aznar   | 1979             | 1983          |
| PSC - Partit dels Socialistes de Catalunya | Antonio Rodríguez Aznar   | 1983             | 1985          |
| PSC - Partit dels Socialistes de Catalunya | Dídac Pestaña i Rodríguez | 1985             | 1987          |
| PSC - Partit dels Socialistes de Catalunya | Dídac Pestaña i Rodríguez | 1987             | 1991          |
| PSC - Partit dels Socialistes de Catalunya | Dídac Pestaña i Rodríguez | 1991             | 1995          |
| PSC - Partit dels Socialistes de Catalunya | Dídac Pestaña i Rodríguez | 1995             | 1999          |
| PSC - Partit dels Socialistes de Catalunya | Dídac Pestaña i Rodríguez | 1999             | 2003          |
| PSC - Partit dels Socialistes de Catalunya | Dídac Pestaña i Rodríguez | 2003             | 2005          |
| PSC - Partit dels Socialistes de Catalunya | Joaquim Balsera i Garcia  | 2005             | 2007          |
| PSC - Partit dels Socialistes de Catalunya | Joaquim Balsera i Garcia  | 2007             | 2011          |
| PSC - Partit dels Socialistes de Catalunya | Joaquim Balsera i Garcia  | 2011             | 2014          |
| PSC - Partit dels Socialistes de Catalunya | Raquel Sánchez Jiménez    | 2014             | 2015          |
| PSC - Partit dels Socialistes de Catalunya | Raquel Sánchez Jiménez    | 2015             | 2019          |
| PSC - Partit dels Socialistes de Catalunya | Raquel Sánchez Jiménez    | 2019             | 2021          |
| PSC - Partit dels Socialistes de Catalunya | Gemma Badia Cequier       | 2021             |               |

### Vots per partits i coalicions
Aquesta taula mostra tots els resultats de les eleccions municipals a la localitat des de la volta a la democràcia i dels partits polítics que han tingut representació a l'Ajuntament, com a mínim, 1 legislatura.
| Partit polític | 1979   | 1983   | 1987   | 1991   | 1995   | 1999   | 2003   | 2007   | 2011   | 2015   |
| -------------- | ------ | ------ | ------ | ------ | ------ | ------ | ------ | ------ | ------ | ------ |
| PSC            | 33,03% | 54,89% | 56,00% | 60,72% | 58,52% | 59,03% | 50,37% | 48,19% | 35,13% | 30,65% |
| Partit Popular | -      | 11,25% | 6,43%  | 8,15%  | 13,55% | 12,52% | 13,67% | 14,25% | 18,68% | 8,26%  |
| IU             | -      | -      | -      | -      | -      | 5,75%  | 9,48%  | -      | -      | -      |
| CIU            | 14,11% | 17,22% | 20,14% | 18,64% | 13,51% | 11,37% | 9,22%  | 7,42%  | 13,97% | 6,93%  |
| ERC            | 6,24%  | 3,30%  | -      | -      | 3,72%  | 4,89%  | 7,94%  | 10,31% | 7,50%  | 12,14% |
| UCD            | 12,59% | 1,00%  | 5,17%  | 2,26%  | -      | -      | -      | -      | -      | -      |
| ICV            | 28,21% | 6,28%  | 6,80%  | 7,47%  | 8,61%  | 4,81%  | -      | -      | -      | -      |
| IEV-IG-EPM     | -      | -      | -      | -      | -      | -      | 6,79%  | -      | -      | -      |
| PCC            | -      | 5,65%  | -      | -      | -      | -      | -      | -      | -      | -      |
| ICV-EUiA       | -      | -      | -      | -      | -      | -      | -      | 10,21% | 8,23%  | -      |
| C's-Ciutadans  | -      | -      | -      | -      | -      | -      | -      | 5,59%  | 5,36%  | 14,65% |
| GSSP           | -      | -      | -      | -      | -      | -      | -      | -      | -      | 10,01% |

NOTES:
- Les caselles acolorides de groc indiquen el partit amb més vots en les eleccions i la negreta indica un nombre de vots igual o superior al 50%
- ICV: Abans de 1995, es va presentar IC, i en 1979 i 1983 les dades corresponen al PSUC.
- PP: Abans de 1991 les dades del PP són les d'AP, i abans de la fundació d'aquesta, essent la suma dels partits que la van fundar.
- UCD: En 1979 es va presentar la coalició CC-UCD, i en 1983, 1987 i 1991 es va presentar la "successora" de UCD, el CDS.

| Partit polític | Europees 1999 | Parlament 1999 | Congrés 2000 | Parlament 2003 | Congrés 2004 | Europees 2004 | Parlament 2006 | Congrés 2008 | Europees 2009 | Parlament 2010 | Congrés 2011 | Parlament 2012 |
| -------------- | ------------- | -------------- | ------------ | -------------- | ------------ | ------------- | -------------- | ------------ | ------------- | -------------- | ------------ | -------------- |
| PSC            | 52,47%        | 51,71%         | 45,93%       | 43,33%         | 51,33%       | 54,97%        | 35,57%         | 53,45%       | 47,34%        | 23,61%         | 32,19%       | 20,40%         |
| PP             | 18,00%        | 10,73%         | 24,65%       | 14,08%         | 17,29%       | 20,21%        | 12,77%         | 19,43%       | 21,31%        | 15,21%         | 25,15%       | 15,24%         |
| ICV-EUiA       | 7,57%         | 4,68%          | 6,23%        | 7,33%          | 5,69%        | 5,70%         | 8,24%          | 3,99%        | 4,40%         | 6,92%          | 8,23%        | 10,42%         |
| CIU            | 15,69%        | 26,92%         | 17,68%       | 22,23%         | 13,88%       | 10,06%        | 24,75%         | 13,80%       | 13,93%        | 32,39%         | 20,78%       | 20,51%         |
| ERC            | 3,32%         | 4,69%          | 2,67%        | 10,41%         | 8,89%        | 6,48%         | 9,06%          | 4,44%        | 4,98%         | 4,69%          | 4,25%        | 9,15%          |
| C's-Ciutadans  |               |                |              |                |              |               | 4,95%          | 1,52%        | 1,11%         | 6,32%          |              | 13,79%         |
| Altres         | 2,95%         | 1,27%          | 2,84%        | 2,62%          | 2,92%        | 2,58%         | 4,66%          | 3,37%        | 6,93%         | 10,86%         | 9,40%        | 10,49%         |

## Demografia[5]
| 1497 f | 1515 f | 1553 f | 1717 | 1787 | 1857  | 1877  | 1887  | 1900  | 1910  |
| ------ | ------ | ------ | ---- | ---- | ----- | ----- | ----- | ----- | ----- |
| 42     | 48     | 37     | 224  | 640  | 1.292 | 1.425 | 1.729 | 1.825 | 1.982 |

| 1920  | 1930  | 1940  | 1950  | 1960   | 1970   | 1981   | 1990   | 1992   | 1994   |
| ----- | ----- | ----- | ----- | ------ | ------ | ------ | ------ | ------ | ------ |
| 2.385 | 5.054 | 6.110 | 6.860 | 15.725 | 24.213 | 33.456 | 35.990 | 35.890 | 35.890 |

| 1996   | 1998   | 2000   | 2002   | 2004   | 2006   | 2008   | 2010   | 2012   | 2014   |
| ------ | ------ | ------ | ------ | ------ | ------ | ------ | ------ | ------ | ------ |
| 37.985 | 38.813 | 39.220 | 41.162 | 43.242 | 44.531 | 45.190 | 46.383 | 46.488 | 46.326 |

| 2016   | 2018   | 2020   | 2022   | 2024   | 2026 | 2028 | 2030 | 2032 | 2034 |
| ------ | ------ | ------ | ------ | ------ | ---- | ---- | ---- | ---- | ---- |
| 46.266 | 46.705 | 47.057 | 46.974 | 48.007 | -    | -    | -    | -    | -    |

## Centres d'ensenyament
La ciutat disposa dels següents centres educatius:
Educació primària pública
Escola Salvador Lluch, 
Escola Jacme March, 
Escola Joan Salamero, 
Escola Marcel·lí Moragas, 
Escola l'Erampunyà, 
Institut Escola Gavà Mar.
Educació primària concertada i privada
Col·legi Immaculada Concepció (concertat), 
Col·legi Sagrada Família (concertat), 
Col·legi Sagrat Cor (concertat), 
Col·legi San Pedro (concertat), 
Col·legi Santo Ángel (concertat), 
Lycée Français de Gavà Bon Soleil (privat)
Educació secundària
Institut Bruguers (públic), Col·legi Santo Ángel (concertat)
Institut El Calamot (públic), 
Col·legi Immaculada Concepció (concertat), 
Col·legi Sagrada Família (concertat), 
Lycée Français de Gavà Bon Soleil (privat), 
Escola FP Acadèmia Núria (concertada), Institut Escola Gavà Mar
Educació especial
Escola Municipal d'Educació Especial Maria Felip (pública), Col·legi Immaculada Concepció (concertat).
Educació de persones adultes Centre de Formació d'Adults Gavà (públic).

## Esports
- El Club de Futbol Gavà és el club de futbol més representatiu de la ciutat. Va ser fundat l'any 1922 i actualment juga a 3a Divisió.
- El Club Beisbol i Softbol Gavà és un club de beisbol amb orígens cap als anys 50,[7] quan els treballadors de l'antiga factoria "Companyia Roca Radiadors" crearen un equip que competí amb el nom de Roca.[8] Va ser un equip que va triomfar als Campionats d'Espanya i de Catalunya de la Categoria Juvenil durant les dècades dels 60 – 70. L'any 1973, la secció d'aquesta fàbrica deixà d'existir i el relleu l'agafà el nou CBS Gavà, que manté els seus mateixos estatuts i el mateix número d'identificació esportiva de la Generalitat de Catalunya.[9][10]
- Club Handbol Gavà
- Club Futbol Sala Gavà
- Club Voleibol Gavà
- Club de Bàsquet Gavà
- Club Atletisme Gavà
- Unió Muntanyenca Eramprunyà

## Transport públic
Gavà compta amb una estació de Rodalies (línia R2) i autobusos operats per BaixBus.

### Ferrocarril
Travessa el municipi la línia R2 de Rodalies, amb una sola estació ubicada al final de la Rambla de Salvador Lluch. En direcció nord, passen trens amb destinació Barcelona-Estació de França (i en certes hores, destinació Granollers-Centre i Maçanet-Massanes). En direcció sud, passen trens amb destinació Vilanova i la Geltrú i Sant Vicenç de Calders.

### Autobús
Diverses línies circulen per Gavà, amb parades a diverses zones del municipi. Les línies actuals són les següents:

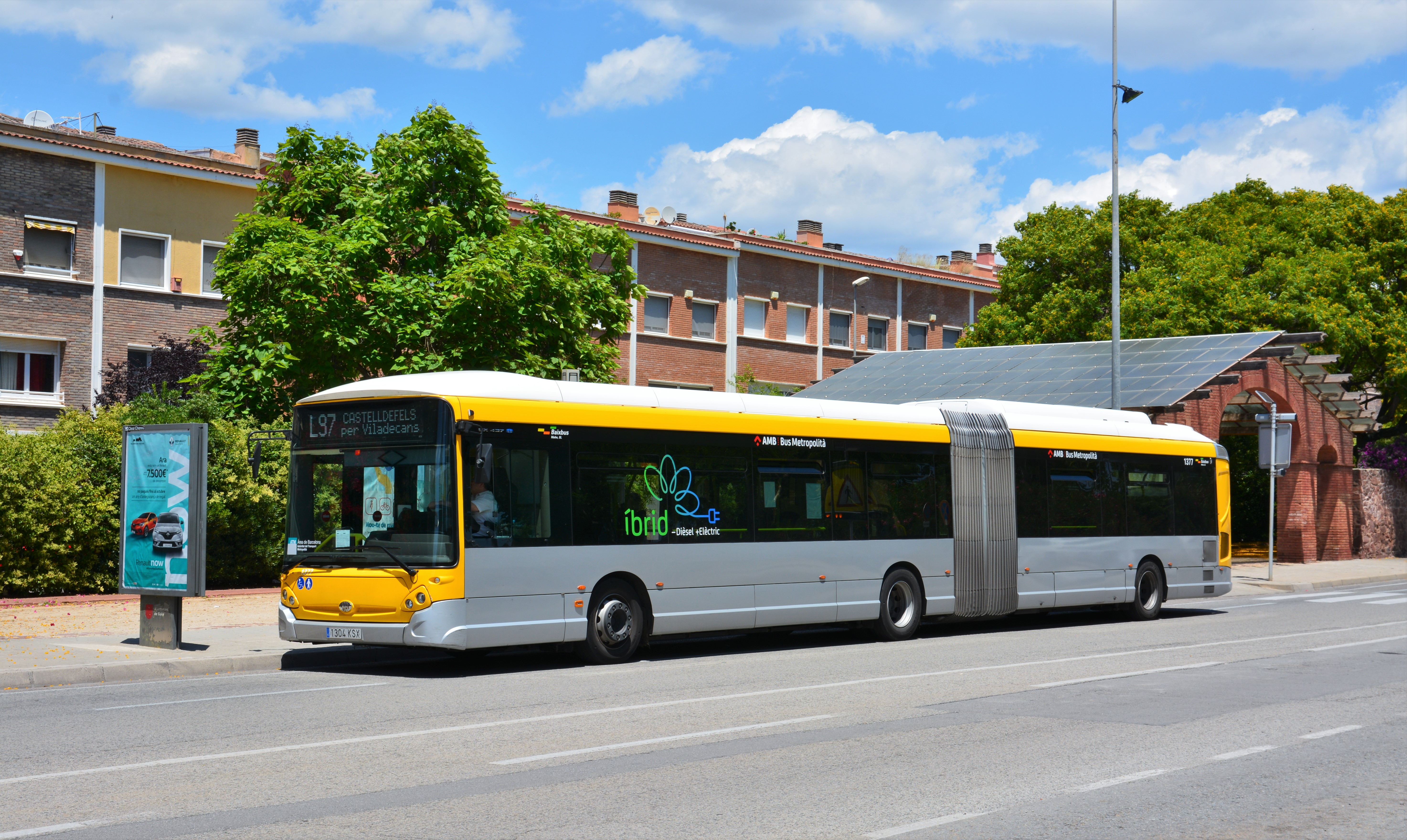
Bus de la línia L97 efectuant el seu pas per Gavà.

- L80: Gavà (Can Tries) - Barcelona Plaça Espanya.
- X80: Gavà (Can Tries) - Barcelona Plaça Espanya. Circula només en dies laborables, excepte agost, i el bus va directe a La Campana de Barcelona i després a Plaça Espanya)
- L82: Gavà - Ciutat de la Justícia / L’Hospitalet de Llobregat (pel centre).
- X83: Gavà - Barcelona (Diagonal/Maria Cristina)
- L85: Gavà - Ciutat de la Justícia / L’Hospitalet de Llobregat (per Can Boixeres).
- L94: Castelldefels - Barcelona Plaça Universitat (Efectua el seu pas per Gavà Mar).
- L95: Castelldefels - Barcelona Plaça Universitat (Efectua el seu pas per Gavà Mar).

- L96: Castelldefels - Sant Boi de Llobregat.

- L97: Castelldefels - Barcelona Plaça Maria Cristina (Zona Universitària).
- L99: Castelldefels - Aeroport del Prat.
- GA1: La Sentiu - Gavà Mar.
- M5: Castelldefels-Gavà-Viladecans-Sant Boi-Cornellà
- 902: Gavà-Begues-Olesa de Bonesvalls (alguns serveis desde Barcelona-Plaça Espanya)
- N14: Barcelona-Castelldefels
- N16: Barcelona-Castelldefels
- N99: El Prat de Llobregat-Aeroport T2-T1-Castelldefels

## Persones il·lustres
- Albert Albesa i Gasulla, futbolista (1965)
- José Manuel Alcaraz Molina, pilot de trial (1979)
- Joan Josep Blay i Màñez, compositor i saxofonista (1955)
- Marian Colomé, poeta i narrador (1894-1979)
- Daniel Comas i Riera, ciclista de biketrial (1981)
- Àngel Edo Alsina, ciclista (1970)
- Agustí Faura i Badia, futbolista (1927)
- Sígfrid Gràcia i Royo, futbolista (1932-2005)
- Marc Grau, compositor, guitarrista i productor musical. Membre d'Els Pets i El Último de la Fila (1955 - 1999)
- Antonio Hervás Amezcua, pintor i escultor (1951)
- Xavier Pascual Vives, entrenador del primer equip de la Secció de bàsquet del Futbol Club Barcelona (1972)
- Candela Peña, actriu (1973)
- Raquel Sánchez, alcaldessa i ministra de Transports, Mobilitat i Agenda Urbana (1975)
- Joan Solé i Margarit, poeta i activista cultural (1920-2012)
- Josep Soler Vidal, historiador i polític (1908-1999)
- Víctor Valdés, futbolista (1982)
- Nerea Rodríguez, cantant i concursant d'Operación Triunfo 2017 (1999)